# Aleksandr Demjanenko
Aleksandr Demjanenko (ryska: Александр Демьяненко), född 30 maj 1937 i Sverdlovsk, död 22 augusti 1999 i Sankt Petersburg, var en sovjetisk och rysk skådespelare. Han kom att bli mest känd som karaktären Sjurik som framträder i komedierna "Operation Y och Sjuriks andra äventyr", "Enlevering på kaukasiska" och "Ivan den förskräcklige byter yrke". 1991 erhöll han titeln "folkets artist i ryska SFSR".